# 高雄預備火力發電所
高雄預備火力發電所又稱為高雄第一火力發電所、高雄出張所或打狗火力發電所，是已停機拆卸的火力發電廠，位於臺灣高雄市鼓山區，現為台灣電力公司高雄區營業處的辦公中心。

## 沿革

### 日治時期
高雄預備火力發電所建於日治時期。1911年及1912年夏季時臺灣接連遭受多個颱風侵襲，山區的水力發電廠嚴重受損，連帶影響供電品質與區域，因此臺灣總督府即決定在各處興建火力發電機組，其中在臺南廳打狗支廳部分，由高雄整地株式會社向臺灣總督府捐贈一部裝置容量500KW的火力發電機組，並將該機組裝設的地點山下町，興建成發電廠以及總督府作業所位於高雄的出張所，當時稱打狗火力發電所。
發電廠工程在1913年4月16日獲批後開始動工，最終於1914年2月完工開始供電，總興建費用為日圓13.5萬元。由於該發電所最初以預備為興建方針，因此平時該發電所並不會運作。
1934年，台灣電力株式會社籌辦的大型水力發電工程日月潭水力電氣工事完工後，同年10月，高雄預備火力發電所遭裁撤。
1945年，太平洋戰爭末期，大日本帝國戰況漸處於下風，臺灣開始遭受到盟軍的轟炸機攻擊，高雄預備火力發電所在同年5月30日被盟軍炸毀。

### 戰後時期
第二次世界大戰結束後，國民政府接收臺灣，並成立臺灣電力監理委員會接收並修復臺灣各地在日治時期遺留的發電設備。後再成立台灣電力公司負責臺灣地區的發電與供變電。然而，高雄預備火力發電所由台灣電力公司接手後，並沒有與鄰近的高雄第二火力發電所一樣修復後重新發電，而是將其改建為台灣電力公司高雄營業區的辦公中心。

## 設備

### 發電機組
| 名稱  | 發電機組類型 | 機組數量 | 發電燃料 | 裝置容量（kW） | 商轉年代  | 狀態   |
| ----- | ------------ | -------- | -------- | -------------- | --------- | ------ |
| 1號機 | 燃煤發電機   | 1        | 煤炭     | 500KW          | 1914年2月 | 已拆除 |

## 資料來源
1. ↑  . 中央研究院.   [2016-04-04]. （原始内容存档于2020-02-20） （中文（臺灣））.
2. 1 2 3  . 北投埔林炳炎. 2011-07-21  [2016-04-06]. （原始内容存档于2011-10-05） （中文（臺灣））.
3. 1 2  . 2014-07-26  [2016-04-06]. （原始内容存档于2019-06-16） （中文（臺灣））.
4. 1 2 3  鄭金龍. . 2014-07-30  [2016-04-06]. （原始内容存档于2021-01-31） （中文（臺灣））.
5. ↑  張守真. . 哈瑪星社區網站.   [2016-04-06]. （原始内容存档于2021-04-13） （中文（臺灣））.
6. 1 2  林炳炎. . 臺北市: 自刊. 1997年: 75. ISBN 957-97197-7-2.
7. ↑  . 高雄市歷史博物館.   [2016-04-06] （中文（臺灣））.[永久]
8. 1 2  陳珈宏. . 國家發展委員會檔案管理局.   [2016-04-06]. （原始内容存档于2016-09-15） （中文（臺灣））.